# Jack Dalrymple
John Stewart Dalrymple III, detto Jack (Minneapolis, 16 ottobre 1948), è un politico statunitense, governatore repubblicano del Dakota del Nord dal 2010 al 2016.